# Chassalia umbraticola
Chassalia umbraticola là một loài thực vật có hoa trong họ Thiến thảo. Loài này được Vatke mô tả khoa học đầu tiên năm 1875.